# Matthias Greitter
Matthias Greitter, auch Matthäus Greiter oder Matthäus Greitter, (* um 1495 in Aichach; † 20. Dezember 1550 in Straßburg) war ein Geistlicher, Kantor und Komponist.

## Leben
Greitter war Ordensgeistlicher und Vorsänger am Münster in Straßburg. Als sich dort 1524 vor allem durch den Einfluss von Wolfgang Capito die Reformation durchsetzte, stand er vor der Wahl, sich der neuen Bewegung anzuschließen oder die Stadt zu verlassen. Er blieb, ebenso wie sein Freund Wolfgang Dachstein, trat aus dem Kloster aus und wurde ab 1528 Hilfsprediger an St. Stephan und St. Martin. 1538 übernahm er eine Stellung als Musiklehrer am Collegium Argentinense, dem Vorläufer der Straßburger Universität. Unter den Bedingungen des Augsburger Interims kehrte er 1549 zur katholischen Konfession zurück und gründete eine katholische Gesangsschule, verstarb jedoch bereits im folgenden Jahr, vermutlich an der Pest.

## Werke
Von Greitter stammt die Melodie des heute noch regelmäßig in der Liturgie des evangelischen Gottesdienstes gesungenen Kyrie (EG 178.2) und großen Gloria (EG 180.1). Daneben schuf er ca. 20 weitere Choralmelodien, deren bekannteste er 1525 mit dem Text versah: Es sind doch selig alle, die im rechten Glauben wandeln hie. Sebald Heyden unterlegte sie seinem O Mensch, bewein dein Sünde groß (EG 76), weitere Texte dazu sind Ich grüße dich am Kreuzesstamm von Valentin Ernst Löscher (EG 90), Jauchz, Erd, und Himmel, juble hell von Ambrosius Blarer (EG 127) und Erhebet er sich, unser Gott von Matthias Jorissen (EG 281). Johannes Calvin, der die Weise während seines Aufenthalts in Straßburg 1538–1541 kennenlernte, überführte sie in den französischen Sprachraum; im Genfer Psalter ist sie seiner eigenen Nachdichtung des 36. Psalms, sowie derjenigen des 68. Psalms durch Théodore de Bèze zugeordnet. Letztere wurde zu einem wichtigen Kampflied der Hugenotten.
Außerdem gibt es aus der Feder Matthias Greitters 14 weltliche Lieder zu vier Stimmen, ein fünfstimmiges Christ ist erstanden und eine vierstimmige Vertonung aus den Tristia des Ovid, 8, Verse 15 ff. (Passibus ambiguis Fortuna volubilis errat). 1544 veröffentlichte er ein Lehrbuch der Musik: Elementale musicum juventuti accomodum.